# Drillia diasi
Drillia diasi é uma espécie de gastrópode do gênero Drillia, pertencente a família Drilliidae.